# Даченське
Да́ченське — село Покровської міської громади Покровського району Донецької області, в Україні. У селі 8 людей.

## Загальні відомості
Відстань до райцентру становить близько 9 км і проходить автошляхом E50.
Землі села межують із територією смт Вишневе Селидівської міської ради Донецької області.
Через село проходить автошлях E50.

## Географія
В селі тече річка Солоний, права притока Солоної.

## Населення
За даними перепису 2001 року населення села становило 183 особи, з них 91,26 % зазначили рідною мову українську та 8,2 % — російську.